# 秦漢服飾

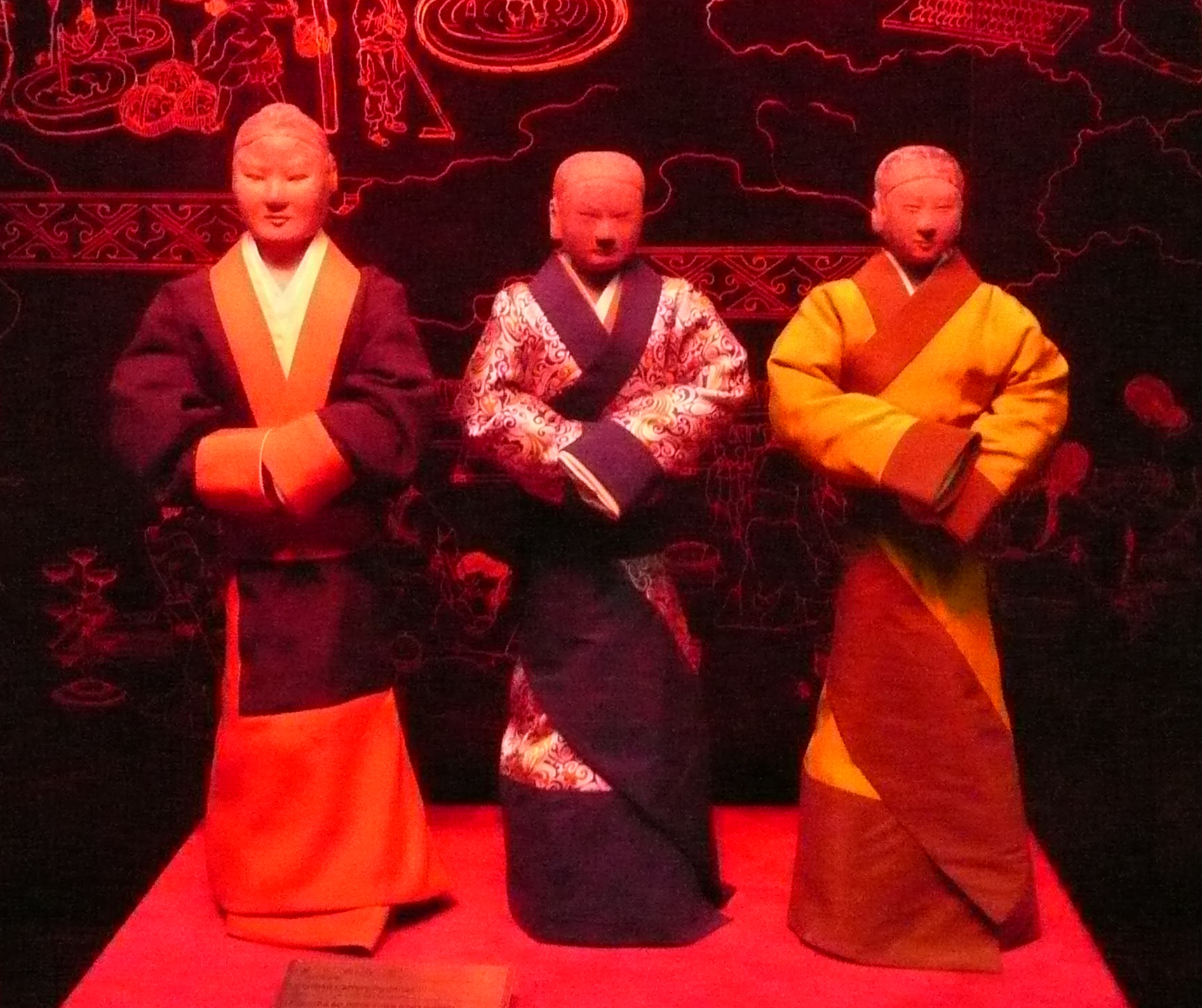
穿復原襜褕（左一）、繞襟袍的西漢着衣俑

秦漢服飾是指秦代至漢代的服飾。秦漢服飾制度基本承襲周朝制度，貴族服飾以上下連裳的深衣制為主，以腰帶固定。衣領部分多為交領，領口很低，以便露出裡衣。如穿幾件衣服，每層領子必露於外，最多的達三層以上，現代又稱三重衣。

## 一般服裝

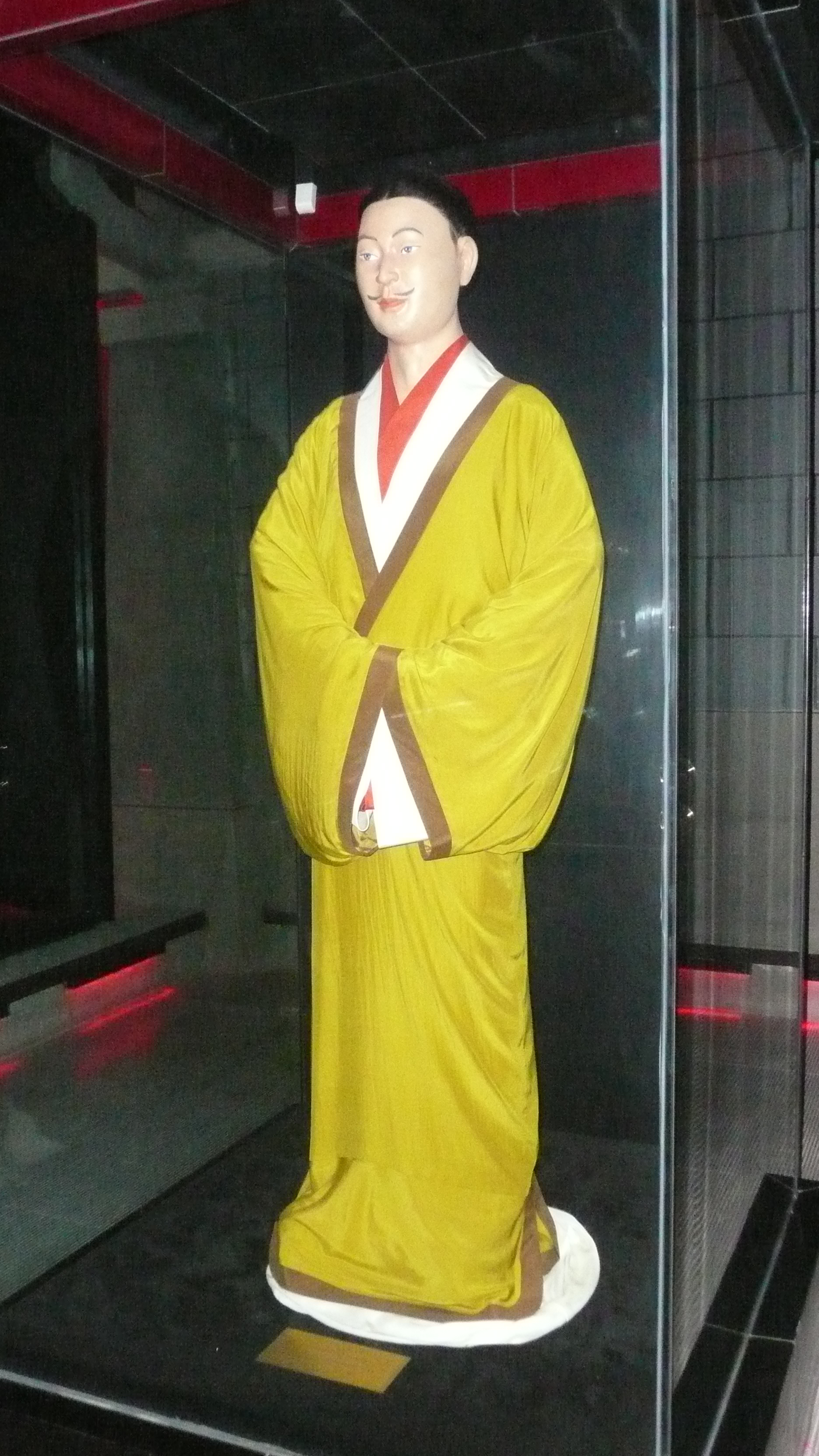
今人想像並復原的漢代三重衣男子

### 曲裾袍
秦代至西漢早期沿襲戰國時代楚國流行的曲裾袍，不僅男子可穿，同時也是女服中最為常見的一種服式，形像資料中有很多反映。這種服裝通身緊窄，長可曳地，下擺一般呈喇叭狀，行不露足。衣袖有寬窄兩式，袖口大多鑲邊。

### 直裾袍

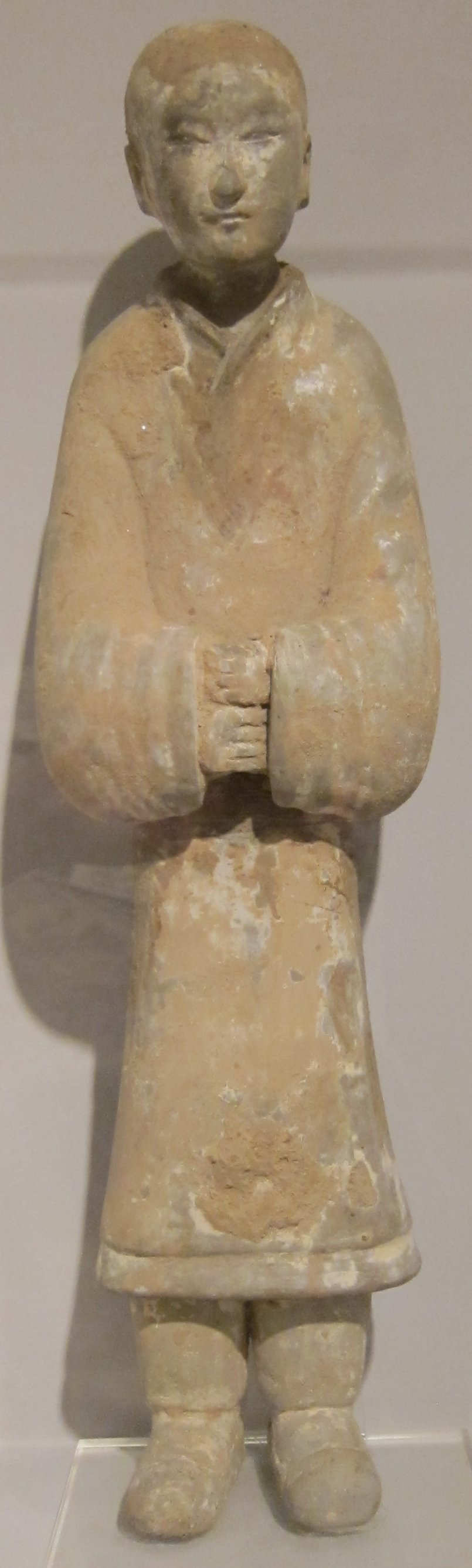
穿直裾袍的漢代侍女俑

直裾袍又稱襜褕，男女均可穿著。這種服飾早在西漢時就已出現，但不能作為正式的禮服。原因是當時有襠褲子尚未普及，大部份褲子皆無褲襠，僅有兩條褲腿套到膝部，用帶子繫於腰間。這種無襠的褲子穿在裡面，如果不用外衣掩住，褲子就會外露，這在當時被認為是不恭不敬的事情。所以外要穿著曲裾袍。以後，隨著服飾的日益完備，褲子的形式也得到改進，出現有襠的褲子。由於內衣的改進，曲裾繞襟深衣已屬多余，所以至東漢以後，直裾袍逐漸普及，並替代了深衣。
到東漢，男子穿深衣者已經少見，一般多為直裾之衣，但並不能作為正式禮服。

### 襦裙

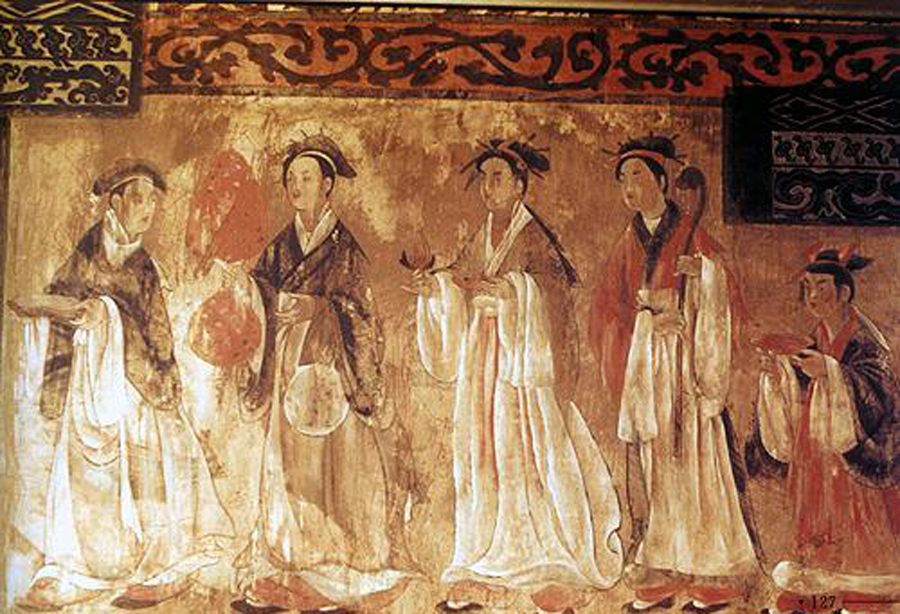
东漢襦裙

上襦下裙的女服樣式，早在戰國時代已經出現。到了秦代至西漢时期，由於深衣的在上層社會普遍流行，穿這種服式的貴族婦女逐漸減少。但在漢樂府詩中就有不少平民婦女穿著襦裙描寫。這個時期的襦裙樣式，一般上襦極短，下方有襴，只到腰間，而裙子很長，下垂至地。1957年在甘肅武威磨咀子漢墓中發現了襦裙實物，襦以淺藍色絹為面，中納絲棉，袖端接一段白色絲絹。裙子也納有絲棉，質料用黃絹。可惜由於年代久遠，這套服飾在出土時已經粉化。左圖展示的襦裙樣式，即根據該墓發掘時的形像記錄復原繪制而成。採用的紋樣，主要依據新疆民豐出土的「長樂明光錦」及長沙馬王堆漢墓出土的「豹首紋錦」等。襦裙是中國婦女服裝中最主要的形式之一。自戰國直至清末民初，前後二千多年，儘管長短寬窄時有變化，但基本形制始終保持著最初的樣式。

## 禮服
秦漢時期的男子禮服基本樣式，以大袖上衣下裳為多，從出土的壁畫、陶俑、石刻來看，這種服裝只是一種外衣，凡穿這樣的服裝，裡面一般還襯有白色的中衣。文吏穿著這種服裝，頭上必須裹以巾幘，並在幘上加戴進賢冠。按漢代習俗，文冠奏事，一般都用毛筆將所奏之事寫在竹簡上，寫完之後，即將筆杆插入耳邊髮際，以後形成一種制度，凡文官上朝，皆得插筆，筆尖不蘸墨汁，純粹用作裝飾，史稱「簪白筆」。

### 冕服
冕冠，是古代帝王臣僚參加祭祀典禮時所戴禮冠。用作皇帝、公侯等所穿的祭服。冕冠的頂部，有一塊前圓後方的長方形冕板，冕板前後垂有冕旒。 
冕旒依數量及質料的不同，是區分貴賤尊卑的重要標志。漢代規定，皇帝冕冠為十二旒（即十二排），為玉製。冕冠的顏色，以黑為主。冕冠兩側，各有一孔，用以穿插玉笄，以與髮髻拴結。並在笄的兩側系上絲帶，在頜下繫結。在絲帶上的兩耳處，還各垂一顆珠玉，名叫珫耳。不塞入耳內，只是繫掛在耳旁，以提醒戴冠者切忌聽信讒言。後世的「充耳不聞」一語，即由此而來。按規定，凡戴冕冠者，都要穿冕服。冕服以玄上衣、朱色下裳，上下繪有章紋。此外還有蔽膝、佩綬、赤舄等。組成一套完整的服飾。這種服制始於周代。

## 軍服

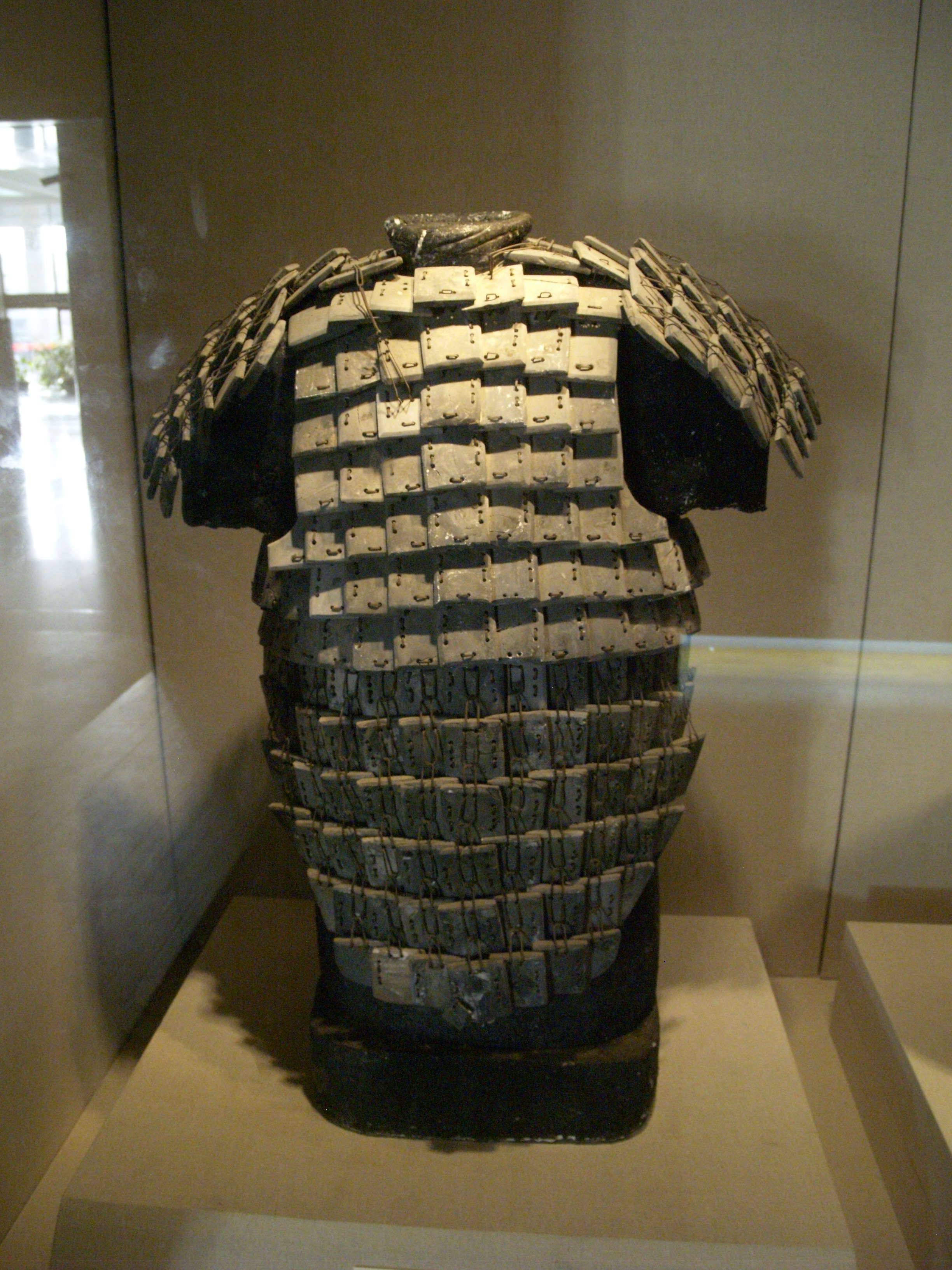
秦代石鎧甲

秦代是中國歷史上至今鎧甲資料最全面、最準確、最詳細的朝代，這有歸功於秦始皇陵兵馬俑的發現。從目前在陝西臨潼一、二、三號坑內發掘出土的陶俑來看，這些兵馬俑的雕塑手法極為寫實，不僅人物神態自若表情栩栩如生。秦代出土的兵俑分為軍俑、軍吏俑、騎士俑、射手俑、步兵俑馭手俑積累，他們的鎧甲服飾裝束表現出森嚴的等級制度。

### 將官鎧甲
鎧甲按形制分為四形，其四形為護胸腹形、鎧甲形、騎兵步兵甲、馭手專用甲等四類。胸腹形鎧甲形制比較特殊，只有胸腹部分有甲片，甲片周圍有一道寬邊。肩部和背部都無甲片，背後用交叉斜帶與身前甲衣系結相連。帶面上還殘留有彩色的圖案花紋，似乎是一種低級官員的裝束。
秦代臨陣指揮的將官所穿鎧甲胸前、背後未綴甲片，皆繪幾何形彩色花紋，似以一種質地堅硬的織錦制成，也有可能用皮革做成後繪上圖案。甲衣的形狀，前胸下擺呈尖角形，後背下擺呈平直形，周圍留有寬邊，也用織錦或皮革制成，上有幾何形花紋。整件甲衣前長97釐米，後長55釐米。胸部以下，背部中央和後腰等處，都綴有小型甲片。全身共有甲片一百六十片，甲片形狀為四方形，每邊寬大處理釐米。甲片的固定方法，用皮條或牛筋穿組，呈「V」字形並釘有鉚釘。另在兩肩裝有類似皮革制作的披膊，胸背及肩部等處還露出彩帶結頭。
西漢時期的將官鎧甲形制，主要用於。甲身採用魚鱗狀的小甲片編成，共有十四五排。腰帶以下部位及披膊，仍用札甲，以便於活動。

### 兵士鎧甲
兵士鎧甲僅在胸背部分綴以甲片。胸甲和背甲在肩部用帶系連，另在腋下也有帶子相連。采用的甲片均呈長方型，前後各三排，最高一排用六片，下面兩排各八片。這種甲片的實物，近年在內蒙古地區曾有出土。通過實物，可知這種鎧甲的編組材料，主要是用麻繩和皮條，由於這類鎧甲比較輕便，下長僅至腰部，所以多用於騎士。咸陽楊家灣出土的騎兵俑中，幾乎都穿這種鎧甲。

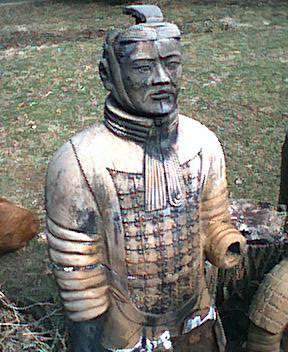
兵馬俑中穿鎧甲的士兵俑
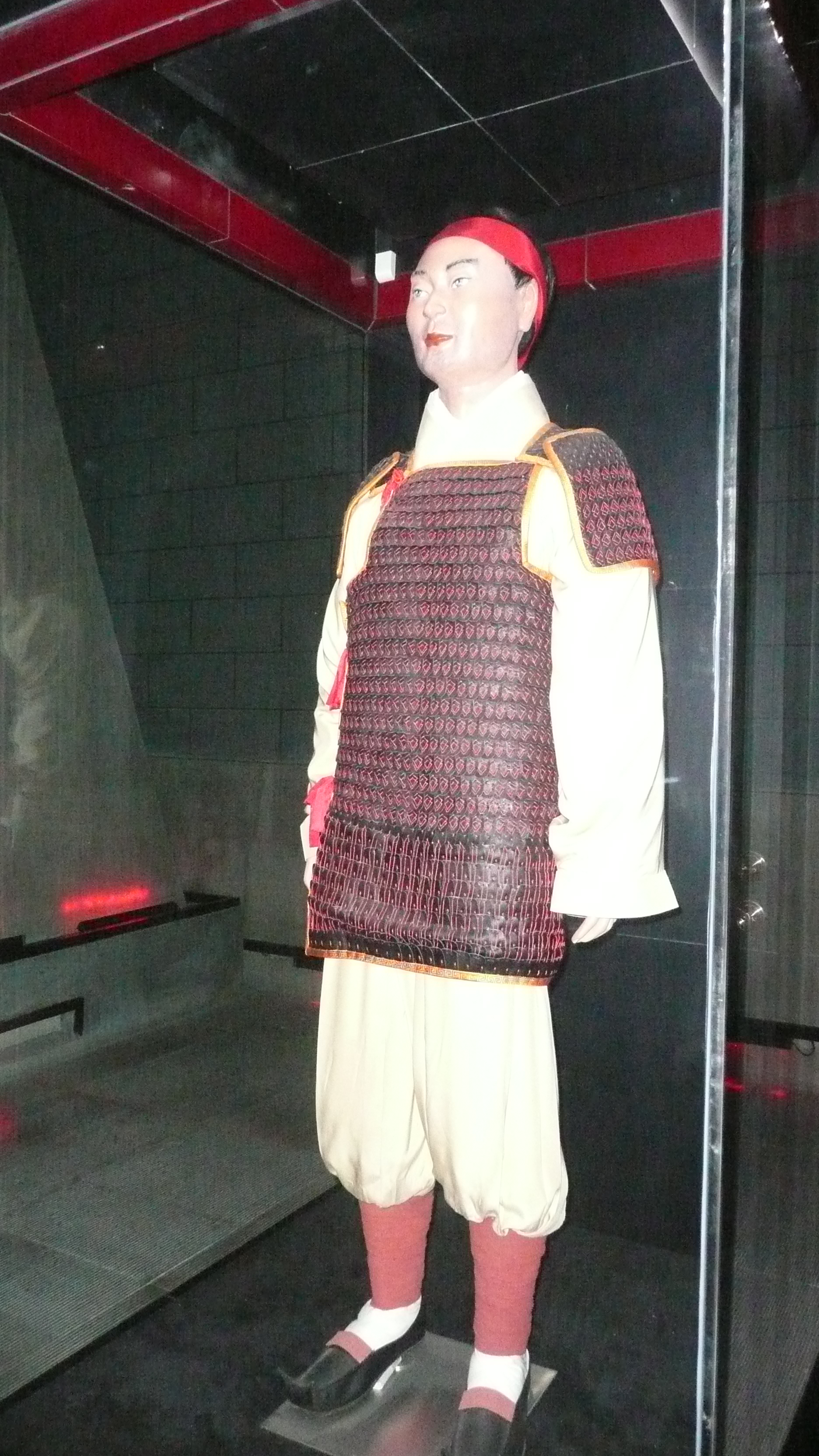
今人想像並復原的漢代武士
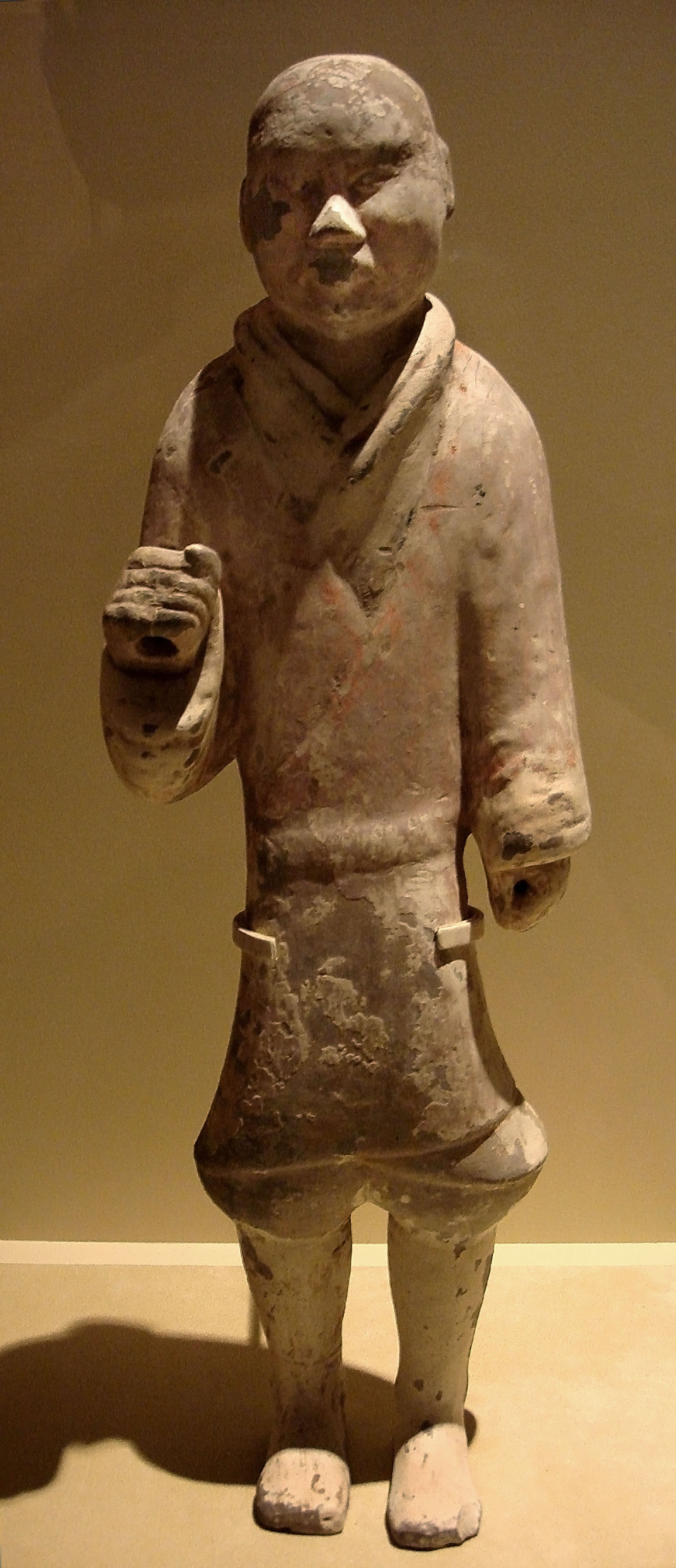
漢代步兵俑

## 時代演變

### 漢朝
漢朝服飾，又稱漢服。
《長物志》有：「至於蟬冠朱衣，方心曲領，玉珮朱履之為漢服也，幞頭大袍之為隋服也，紗帽圓領之為唐服也，簷帽襴衫，申衣幅巾之為宋服也，巾環襈領，帽子繫腰之為金元服也，方巾團領之為國朝服也。」在漢初至武帝的七十年間，漢服主要沿襲戰國及秦代的風格，武帝之後則呈現豐富多樣、寬博飄逸的形態。

### 漢初至武帝

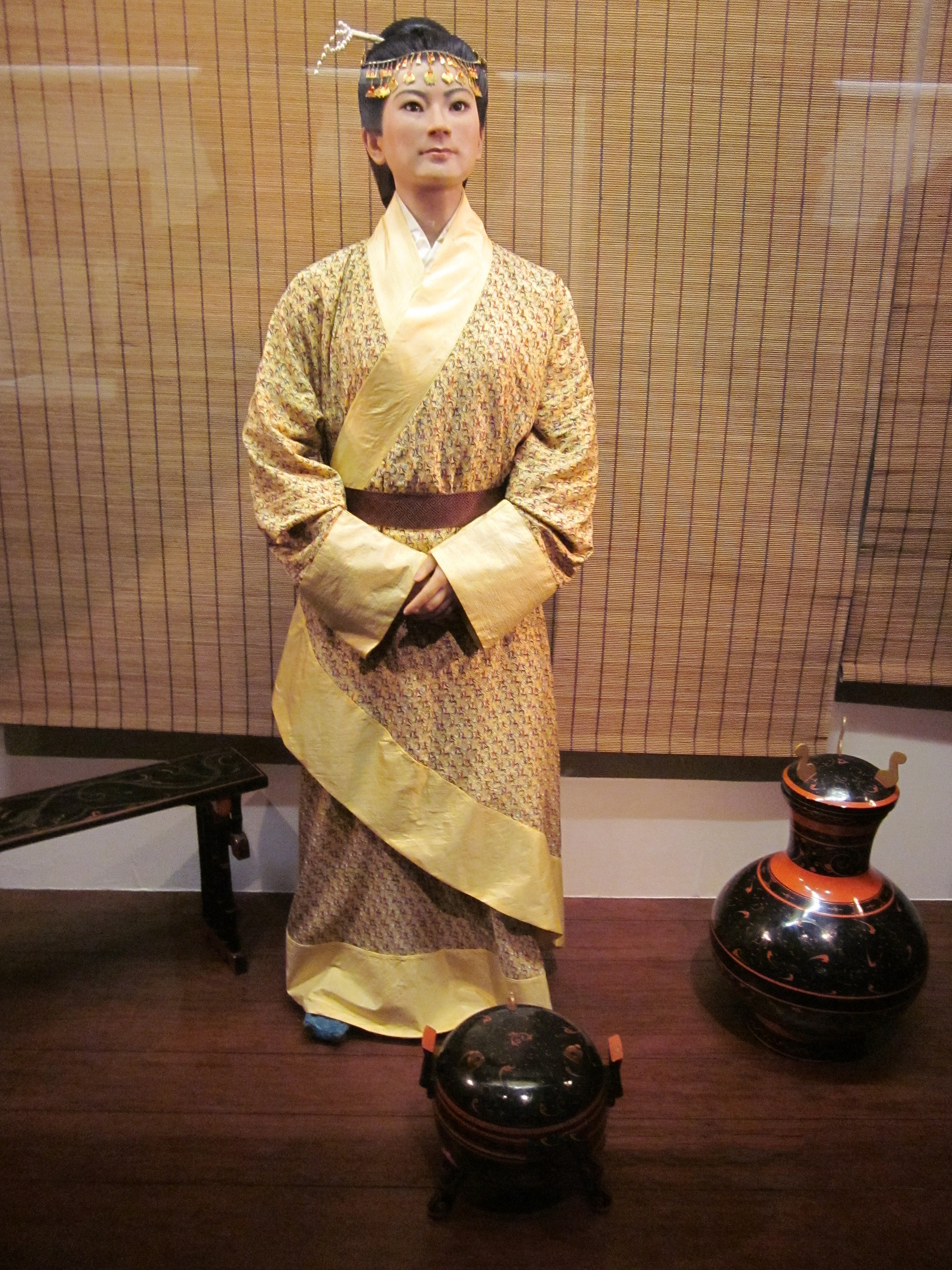
復原的漢初單繞曲裾袍

西漢初年，社會經濟尚在恢復中，高帝、惠帝等信奉道家思想，主張無為而治，因此服飾承襲多於革新，流行曲裾袍，衣襟反復纏繞，下裳窄小。冠制收斂，僅約頂髮，平民戴巾，官吏等級無冠式區別。服飾材料以羅、紈、琪、縞為主，織錦紋樣簡單，刺繡則較多變。
由於劉邦、蕭何、韓信等人均出生於楚地，所以漢初服飾深受楚風影響。這一階段的服飾風格分為「楚服」與「漢服」，均是漢文帝時漢人穿著的服飾。，名稱見於馬王堆三號墓《竹簡遣冊》：「美人四人，其二人楚服，二人漢服。河間舞者四人。鄭舞者四人。楚歌者四人。」。馬王堆一號墓出土的木俑服飾，衣體厚重，整齊統一，體現秦文化的拘謹風格，而繡文彩繪、寬緣大邊，則是受楚文化的浪漫風格影響。楚服飾文采華麗，而秦服飾尚黑，色彩單一，形制謹飭。劉氏冠也反映出這一點。

### 武帝至漢末

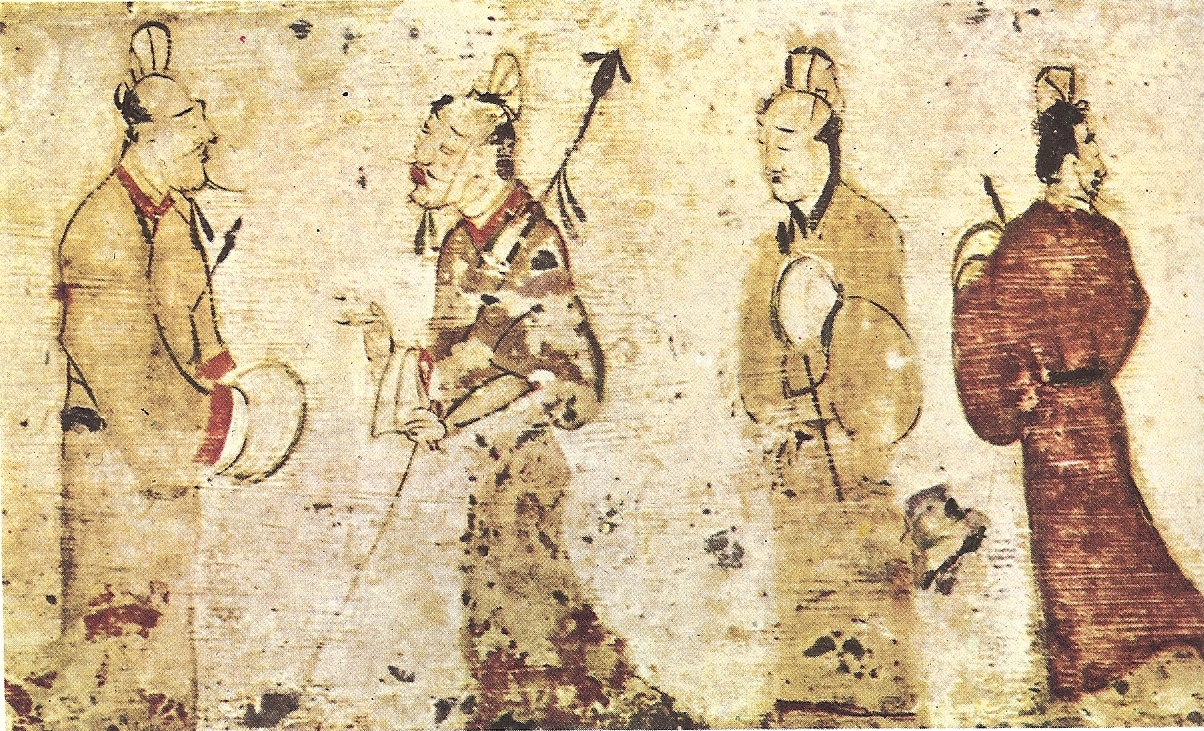
穿袍、戴小冠的東漢貴族男子

漢武帝推行「易服色」，他在長安設立東、西織市，設三服官監督服飾生產。染織刺繡技術迅速改進，由是服飾風格逐漸打破以黑、紅為主的基調，大量使用錦、絲綢等材料，紋樣也更加豐富。新疆民豐出土的錦袍上，繡有動物、雲氣、山嶽和萬事如意的字樣。
這時期，原來的曲裾式袍服流行下裳正裁（當代稱直裾式），造型寬肥，袖口放開。冠包裹頭部，且身份區別受到重視，平民和低級官員戴幘，高官加冠，冠的地位一躍而上，樣式也空前豐富，如進賢冠、卻敵冠、通天冠等。女子頭飾也層出不窮，如釵、簪、步搖等，同時衣裾長曳身後，燕尾綴出飄帶，呈現繁複華美的特點。